# Martine Bras
Martine Bras (Schoonrewoerd, Leerdam, 17 de maig de 1978) és una ciclista neerlandesa professional del 2002 al 2013.

## Palmarès en ruta
- 2007
  - 1a al Gran Premi Stad Roeselare
  - Vencedora d'una etapa al Holland Ladies Tour
- 2010
  - Vencedora d'una etapa al Holland Ladies Tour
- 2011
  - 1a a la Halle-Buizingen
  - Vencedora d'una etapa al Tour féminin en Limousin